# Nyálkagombák
A nyálkagombák (Gymnomycota) az Amoebozoa, a Rhizaria és az Acrasidae csoportokba tartozó gombaszerű élőlények közös neve. A többi gombától és valamennyi ismert élőlénytől jelentős mértékben különböznek. Testük egysejtű, amőboid mozgású, sejtfal nélküli protoplazma (mixamőba). Életük egy bizonyos szakaszában az önálló életet élő mixamőbák plazmódiummá egyesülnek (ez egyes csoportoknál aggregációs, másoknál fúziós). Ez a sokszor színes képződmény sejtfallal rendelkező spórákat hoz létre. A sejtfal általában cellulóztartalmú (bár nem minden csoportban), többek között ebben különböznek a gombáktól. A spórák változatos alakú spóratartókban (sporangium) jönnek létre.
A nyálkagombák főleg korhadó faanyagon, avaron élnek, fagocitózissal táplálkoznak. Kis számban endoparaziták is találhatók közöttük. Körülbelül 400 fajukat ismerjük, ezeket négy törzsbe soroljuk.
- Sejtes nyálkagombák (Acrasiomycota)
- Dictyosteliomycota
- Valódi nyálkagombák (Myxomycota)
- Parazita nyálkagombák (Plasmodiophoromycota)

## Valódi nyálkagombák törzse (Myxomycota)
A legismertebb nyálkagombák tartoznak ide. Gyakran nedves falombon, korhadó fán vagy más szerves anyagon élnek. A fajok jellemző tulajdonsága, hogy milyen korhadékanyagon jelennek meg. Plazmódiumuk fehér, sárga, barna, élénkpiros vagy narancsszínű lehet. A mixamőbák összeolvadásukkor elvesztik sejtmembránjukat és egy közös membrán borítja be őket. Így keletkezik az ún. fúziós típusú plazmódium. Kedvezőtlen környezeti hatásokra a plazmódiumok gömbökre vagy más alakú részecskékre esnek szét, és a gomba ilyen formában vészeli át a számára nem megfelelő időszakot. A környezeti viszonyok kedvezővé válásával a kitartó képletek ismét visszaalakulnak plazmódiumokká. Sporangiumaik vagy nyelesek, vagy párnaszerű, több sporangiumból összeolvadt etáliumokat képeznek. Az etáliumképzés a szaprotróf fajokra jellemző, az endoparaziták nem fejlesztenek hasonló képződményt. Két osztályuk van, a Protosteliomycetes és a Myxomycetes.

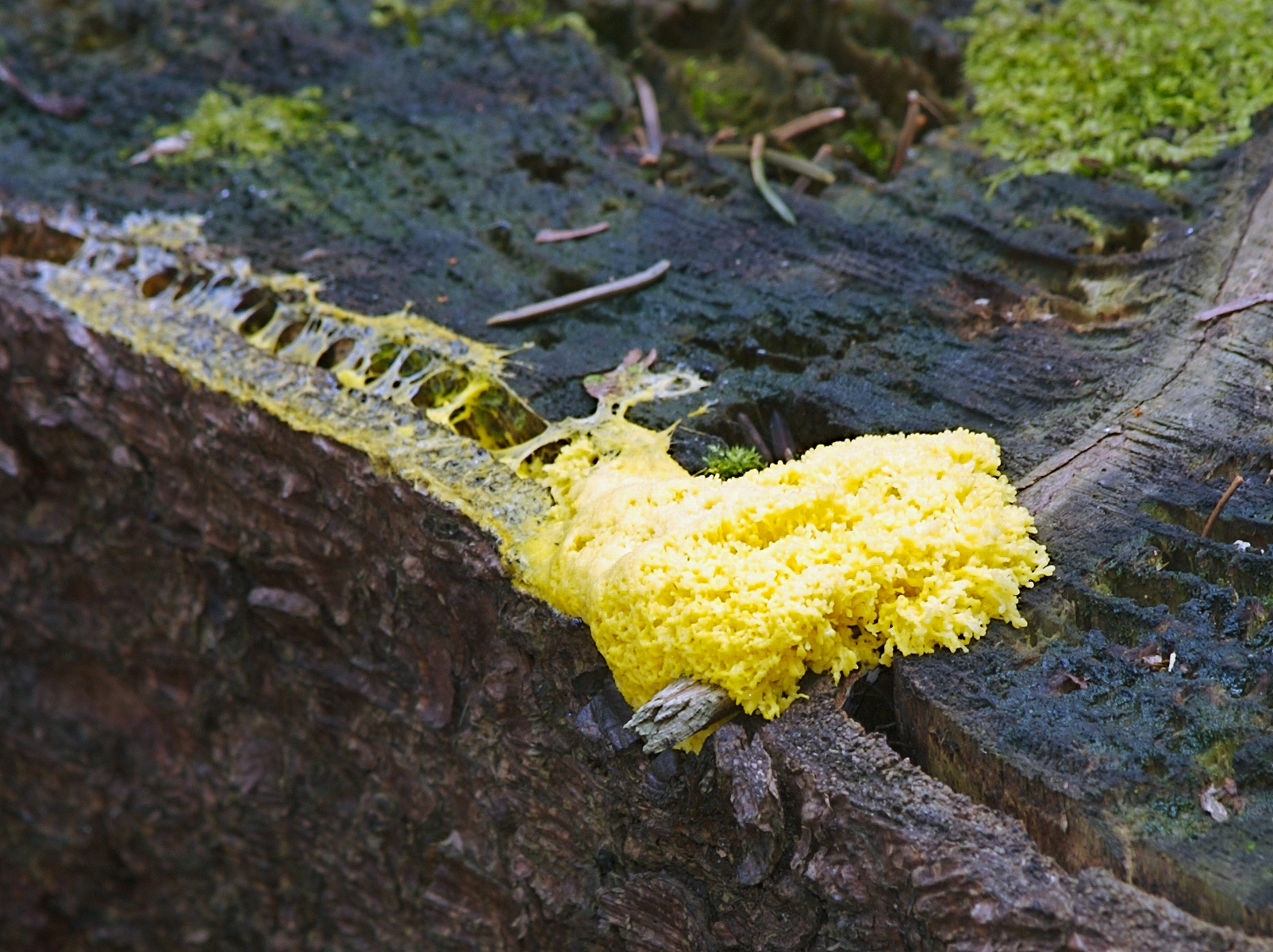
Nyálkagombatelep

### Protosteliomycetes osztály
Régebben a sejtes nyálkagombák (Acrasiomycota) közé sorolták őket, de mivel fúziós plazmódiumot képeznek, valószínűleg a valódi nyálkagombákhoz állnak közelebb. Amőbáik fonalas állábakkal mozognak, előfordulnak ostoros sejtjeik is. Sporangiumuk egy, vagy csak néhány spórát fejleszt.

### Myxomycetes osztály
Egyedfejlődésük kétszakaszos, haploid és diploid részre különül. A sporangiumokban kifejlődő meiospórákból a környezet nedvességétől függően állábas mixamőbák vagy ostoros mixoflagelláták képződnek. A mixoflagelláták két akrokont, egyenlőtlen hosszúságú ostort viselnek. Hosszanti osztódással szaporodnak, vízhiánykor viszont elveszítik ostoraikat és mixamőbává alakulnak. Ez utóbbiak összeolvadnak plazmódiummá. A plazmódium haploid, amíg sejtmagjai nem egyesülnek egymással. A sejtmagvak páronkénti egyesülésekor a haploid plazmódium átalakul diploiddá. Diploid plazmódium jöhet létre a mixoflagelláták egyesülésekor is (először plazmogámia-sejtplazmaegyesülés, közvetlenül utána kariogámia-sejtmagegyesülés), az így létrejött sejt szintén amőboid mozgásra képes. Ezek a diploid sejtek aggregálódnak, létrehozva a szemmel is látható plazmódiumot. Kedvezőtlen körülmények esetén a plazmódiumból szklerócium (áttelelő képlet) lehet. A plazmódium kedvező körülmények között szemmel is látható termőtestté (etáliummá) aggregálódik, ezen képződnek a nyeles spóratartók, melyekben a meiózis után létrejönnek a haploid spórák.

A Ceratiomyxa fruticulosa plazmódiuma csepp alakú, nyeles sporangiumokra válik szét, melyek a nyelükön beáramló plazmától felfelé nőnek. Az élénksárga cservirág nyálkagomba (Fuligo septica) esős napok után korhadó fatörzseken néha több négyzetcentiméteres nagyságot is elér. Szintén korhadó fatörzseken gyakori a rózsaszínű etáliumokat fejlesztő húsvörös nyálkagomba (Lycogala epidendrum). 

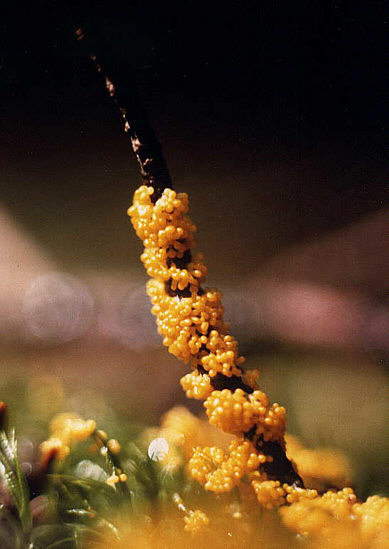

## Sejtes nyálkagombák törzse (Acrasiomycota)
Ebbe a törzsbe egyetlen rend és 12 faj tartozik. Vegetatív fázisban önálló mixamőbaként élnek, mint minden nyálkagomba. A mixamőbák egyetlen, központi helyzetű sejtmagvacskát (nukleóluszt) tartalmaznak. Tápanyaghiánykor és szaporodáskor egy különleges plazmódiummá, ún. aggregációs vagy pszeudoplazmódiummá húzódnak össze, amelyben az egyes mixamőbák megtartják önállóságukat. Ezért nevezik ezeket a szervezeteket sejtes nyálkagombáknak. Baktériumokkal és élesztőgombákkal táplálkoznak. Nedves talajokon, trágyában, komposztban, édesvízben, növényi hulladékokon élnek.

### Fejlődésmenet
A haploid spórából kicsírázva létrejönnek az amőbák, melyek kedvezőtlen környezeti feltételek esetén betokozódnak, mikrocisztát alkotnak. Az amőbák aggregálódva létrehozzák a pszeudoplazmódiumot, közvetlenül utána a „termőtestet”, amelyről megérve spórák fűződnek le. A sporangiumok nyél nélküliek, sok spórát tartalmaznak. A spórák sejtfala nem tartalmaz cellulózt. Ivaros szaporodásuk ismeretlen.

## Dictyosteliomycota törzs
A törzsbe összesen 46 faj tartozik. Régebben az Acrasiomycota csoportba sorolták őket, azonban nyeles sporangiumot alakítanak ki, amelynek nyelét cellulóz falú sejtek alkotják, így ettől a törzstől egyértelműen különbözik. A mixamőbák sejtmagjában két vagy több perifériás helyzetű sejtmagvacska található.
Az önálló amőbák éhezéskor egy acrasin nevű kemotaktikus anyagot bocsátanak ki, ennek hatására aggregációs plazmódiumot képeznek (pszeudoplazmódium). Az amőbák nem egyformák, kétféle típusuk van. A nagyobb méretű, gyorsabb anyagcseréjű sejtek a plazmódium vándorlásakor elöl haladnak, ezek alakítják ki a sporangium nyelét, míg a kisebbekből alakulnak ki a spórák. Egyes fajoknál ivaros folyamatokat is megfigyeltek (amőbák összeolvadását), amelyet haploid meiospórák képzése követ.

## Parazita nyálkagombák törzse (Plasmodiophoromycota)
Gazdanövényeken élő obligát paraziták. Edényes növényeken, moszatokon (édesvízi Vaucheria fajokon) és az Oomycetes fajain (Saprolegnia, Achlya, Pythium fajokon) is megtelepednek. A növényeken rákos daganatokat hoznak létre. A szárazföldi növényeknek főleg a föld alatti részeit támadják meg. Összesen mintegy 100 fajuk ismert. Létezik haploid és diploid plazmódiumuk, azaz egyedfejlődésük kétszakaszos. Sporangiumuk nem alakul ki. Ez feltételezhetően a parazita életmód miatt bekövetkező redukció eredménye. Származásukat többféleképpen magyarázzák. Egyesek állati egysejtűekből (Protozoa) származtatják őket. Mások két, a sejt elülső részén elhelyezkedő ostorú (akrokont) zoospóráik és plazmódiumos szerveződésük alapján a nyálkagombákból vezetik le ezt a taxont. Újabban a nyálkagombáktól eltérő tulajdonságaikból arra következtetnek, hogy azokkal párhuzamosan fejlődtek. A Plasmodiophora nemzetség fajai a káposztafélék családjába tartozó növényeken okoznak megbetegedést. Ismert növényi kártevő a káposzta gyökérgolyvásodását előidéző Plasmodiophora brassicae. A beteg növények gyökerén szabálytalan alakú daganatok keletkeznek, amelyek idővel az egész gyökérrendszerre kiterjednek. A haploid plazmódium a gyökérszőrökben, a diploid pedig a gyökér kérgében élősködik. A Spongospora fajok a burgonya gumójának varasodását okozzák. Más Solanum fajokon is élősködnek. A Ligniera nemzetség tagjai a vadon élő és a termesztett növények gyökerét károsítják.

### Fejlődésmenet
Fejlődésmenetükben a haploid és diploid szakasz jól elkülöníthető. A haploid spórából kicsírázva elsődleges zoospóra (ostoros spóra) jön létre, amely a gazda megtalálása után bejut a sejtekbe és elsődleges plazmódiumot hoz létre. Ez másodlagos zoospórákat képez, melyek tovább fertőznek, zigótát képeznek, majd létrehozzák a másodlagos (sporogén) plazmódiumot. Itt történik a meiózis, majd egy gömbölyű spóratömeg jön létre.